# لويس زامبرانو
لويس زامبرانو (بالإسبانية: Luis Zambrano)‏ هو مخترِع فنزويلي، ولد في 1 مايو 1901 في Bailadores ‏ في فنزويلا، وتوفي في 15 أغسطس 1990 في Tovarija ‏.